# Grb Štajerske
Grb Štajerske je grb nekdanje Vojvodine Štajerske, danes pa predstavlja grb Zvezne dežele Štajerske. 
Svoje korenine grb nosi v starem grbu Koroške.

## Razvoj grba
Dokumentiran najstarejši grb s panterjem je v obliki pečata Otokarja III. Travenskega iz leta 1160. Takrat je bil grb še črn panter na srebrni podlagi, kar kaže na povezanost Štajerske s Koroško (tudi Koroški grb pod Spenheimi je bil na začetku tak). Babenberžani so nadaljevali z enakim grbom po izumrtju Otokarjev. V tem obdobju je bil panter narisan na več pečatih.  Na teh jezdnih pečatih ima jezdec v rokah tudi drog s praporom na katerem je prav tako narisana postava panterja.

### Sprememba grba
Prav dejstvo, da je bil štajerski grb enak Koroškemu je botrovalo k spremembi štajerskega grba. Okoli leta 1246 je bil črni panter na srebrni podlagi spremenjen v srebrnega panterja na zeleni podlagi, medtem ko je Koroška obdržala prejšnji grb in ga spremenila leta 1269. Zgodovinarji niso gotovi o točni letnici spremembe grba, a zagotovo je bil spremenjen pred 1260, saj je takrat novejši grb v Avstrijski rimani kroniki predstavil kronist Otokar med opisovanjem bitke pri Kroissenbrunu.

## Današnja uporaba
Dandanes je grb v uporabi v Avstriji, kjer predstavlja Zvezno deželo Štajersko.
- Pred letom 1260 je Štajerska uporabljala enak grb kot Koroška.
- Grb Vojvodine Štajerske
- Sodobni grb Štajerske